# Ray Mallock Racing
Ray Mallock Racing Ltd. is een Brits raceteam, dat uitkomt in vele autosportklasses. Het team is onder eigen naam actief in de LMP-2 klasse van de Le Mans Series, en in het BTCC. Hiernaast komt het team uit onder Amerikaanse vlag, en de naam Chevrolet in het WTCC als fabrieksteam van Chevrolet. 

## Trivia
- RML schreef zich aanvankelijk in voor het Wereldkampioenschap Formule 1 van 2010. Uiteindelijk heeft het team besloten deze inschrijving in te trekken.